# Goneccalypsis gooti
Goneccalypsis gooti là một loài ruồi trong họ Asilidae. Goneccalypsis gooti được Hradský & Geller-Grimm miêu tả năm 2000. Loài này phân bố ở vùng Cổ Bắc giới.